# Turnow-Preilack
Turnow-Preilack (ˈtʊ⁠ʁnoː ˈpʁaɪ̯l⁠ak), niedersorbisch Turnow-Pśiłuk, ist eine Gemeinde im Landkreis Spree-Neiße in Brandenburg. Sie wird vom Amt Peitz verwaltet.

## Geographie
Die Gemeinde liegt im Südosten des Landes Brandenburg in der Niederlausitz im angestammten Siedlungsgebiet der Sorben/Wenden. Durch den südlichsten Teil der Gemeinde fließen in westlicher Richtung die Malxe und der Hammergraben.

## Gemeindegliederung
Zur Gemeinde Turnow-Preilack gehören die Ortsteile Preilack (Pśiłuk) mit dem Wohnplatz Ausbau (Wutwaŕki) und Turnow (Turnow) mit dem Wohnplatz Ausbau Windmühle (Wutwaŕki pśi Wětšniku).

## Geschichte
Turnow entstand infolge der Errichtung der Festung Peitz im 16. Jahrhundert und wurde 1567 unter dem Namen Neue Peiz erstmals erwähnt. Weil viele Einwohner wegen des Festungsbaus ihre Flächen verloren, siedelten sie sich in der Nähe einer Schäferei neu an, woraus zunächst das Vorwerk Turnow entstand. Der Ort Turnow verfügt als Besonderheit über eine gleichlautende deutsche und sorbische Bezeichnung. Zum Ort Turnow gehört die 1858 erbaute Holländermühle. Am Grassumpf oder Wiesengrund gelegen, bedeutet der niedersorbische Name Pśiłuk der 1587 erstmals als Preylangk erwähnten Gemeinde Preilack. Das Dorf wurde im Dreißigjährigen Krieg 1641 von schwedischen Truppen in Brand gesteckt. Der Ort verfügt mit der ehemaligen Chausseegeldhebestelle (auch „Zollhaus“ genannt) und dem preußischen Rundmeilenstein über Zeugen der preußischen Verkehrsgeschichte.
Turnow und Preilack gehörten seit 1816 zum Kreis Cottbus in der preußischen Provinz Brandenburg und ab 1952 zum Kreis Cottbus-Land im DDR-Bezirk Cottbus. Seit 1993 liegen die Orte im brandenburgischen Landkreis Spree-Neiße.
Die Gemeinde Turnow-Preilack entstand am 31. Dezember 2001 aus dem freiwilligen Zusammenschluss der bis dahin selbstständigen Gemeinden Turnow und Preilack.
Die Gemeinde fördert die wendisch/sorbische Kultur, Sprache und die wirksame politische Mitgestaltung der wendisch/sorbischen Bürger. Die Beschriftung von öffentlichen Gebäuden und Einrichtungen, Straßen, Wegen, Plätzen und Brücken erfolgt schrittweise in deutscher und sorbischer Sprache.

## Bevölkerungsentwicklung
| Jahr | Turnow | Preilack |      | Jahr  | Turnow-Preilack |
| ---- | ------ | -------- | ---- | ----- | --------------- |
| 1875 | 548    | 331      | 2001 | 1.290 |                 |
| 1910 | 865    | 371      | 2005 | 1.289 |                 |
| 1939 | 840    | 411      | 2010 | 1.204 |                 |
| 1946 | 976    | 566      | 2015 | 1.154 |                 |
| 1950 | 960    | 545      | 2020 | 1.102 |                 |
| 1971 | 889    | 402      | 2021 | 1.110 |                 |
| 1990 | 787    | 335      | 2022 | 1.105 |                 |
| 1995 | 807    | 366      | 2023 | 1.104 |                 |
| 2000 | 890    | 401      | 2024 | 1.094 |                 |

Gebietsstand des jeweiligen Jahres, Einwohnerzahl: Stand 31. Dezember (ab 1991), von 2011 bis 2021 auf Basis des Zensus 2011, ab 2022 auf Basis des Zensus 2022

## Politik

### Gemeindevertretung
Die Gemeindevertretung von Turnow-Preilack besteht aus zehn Gemeindevertretern und dem ehrenamtlichen Bürgermeister. Die Kommunalwahl am 9. Juni 2024 führte bei einer Wahlbeteiligung von 77,1 % zu folgendem Ergebnis:
| Partei / Wählergruppe              | Stimmenanteil | Sitze |
| ---------------------------------- | ------------- | ----- |
| Wählergemeinschaft Turnow-Preilack | 53,9 %        | 6     |
| AfD                                | 22,4 %        | 2     |
| CDU                                | 22,2 %        | 2     |
| FDP                                | 01,5 %        | –     |

Von den Sitzen der AfD bleibt einer unbesetzt, da die Partei mit nur einem Kandidaten angetreten war.

### Bürgermeister
- 2003–2014: Helmut Fries (Wählergemeinschaft Turnow-Preilack)[8]
- seit 2014: René Sonke (Wählergemeinschaft Turnow-Preilack)[9]

Sonke wurde in der Bürgermeisterwahl am 9. Juni 2024 ohne Gegenkandidat mit 88,5 % der gültigen Stimmen für eine Amtszeit von fünf Jahren wiedergewählt.

### Wappen und Flagge

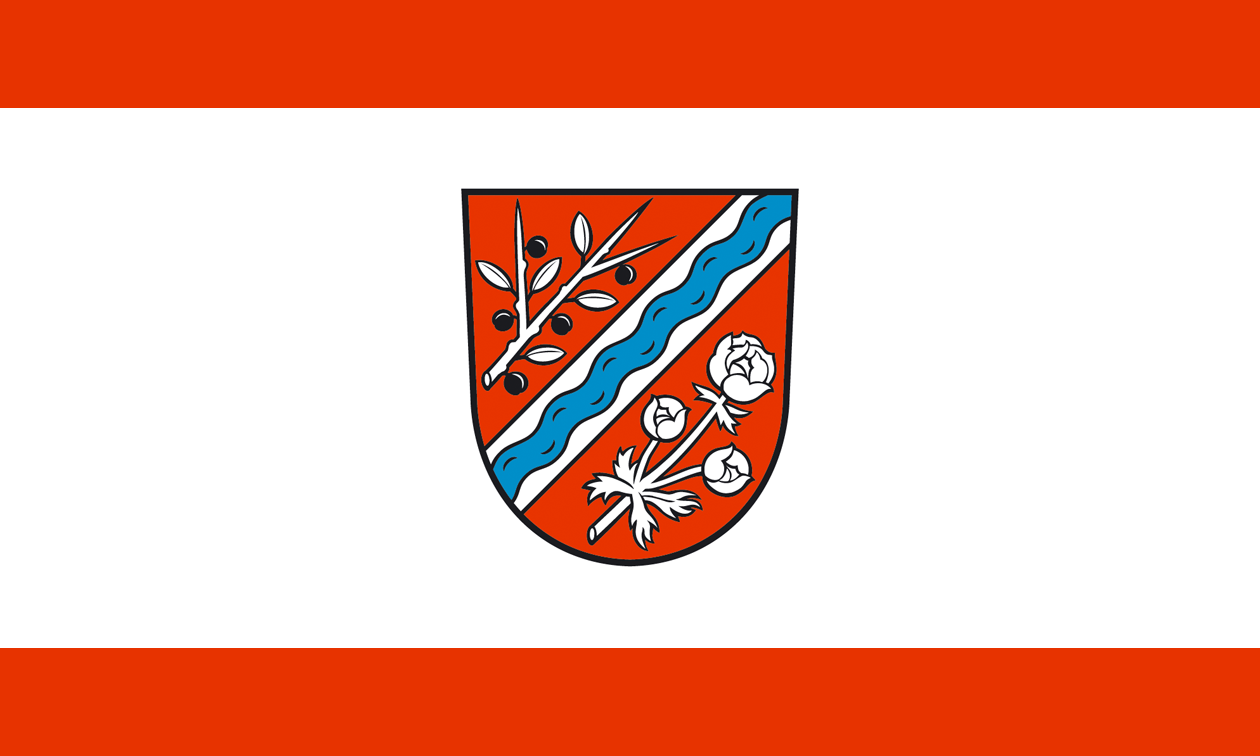
Hissflagge

Das Wappen wurde am 18. April 2011 genehmigt.
Blasonierung: „In Rot ein silberner Schräglinksbalken, belegt mit einer blauen Wellenleiste, nach der Teilung begleitet von zwei abgeschnittenen silbernen Zweigen, oben eine Schlehe mit fünf schwarzen Früchten und unten eine Trollblume mit drei Blüten.“
Die Gemeinde führt laut ihrer Hauptsatzung eine Flagge in den Farben Rot-Weiß-Rot (Rot-Silber-Rot) im Verhältnis 1:5:1 mit dem Gemeindewappen im Mittelstreifen.

## Sehenswürdigkeiten

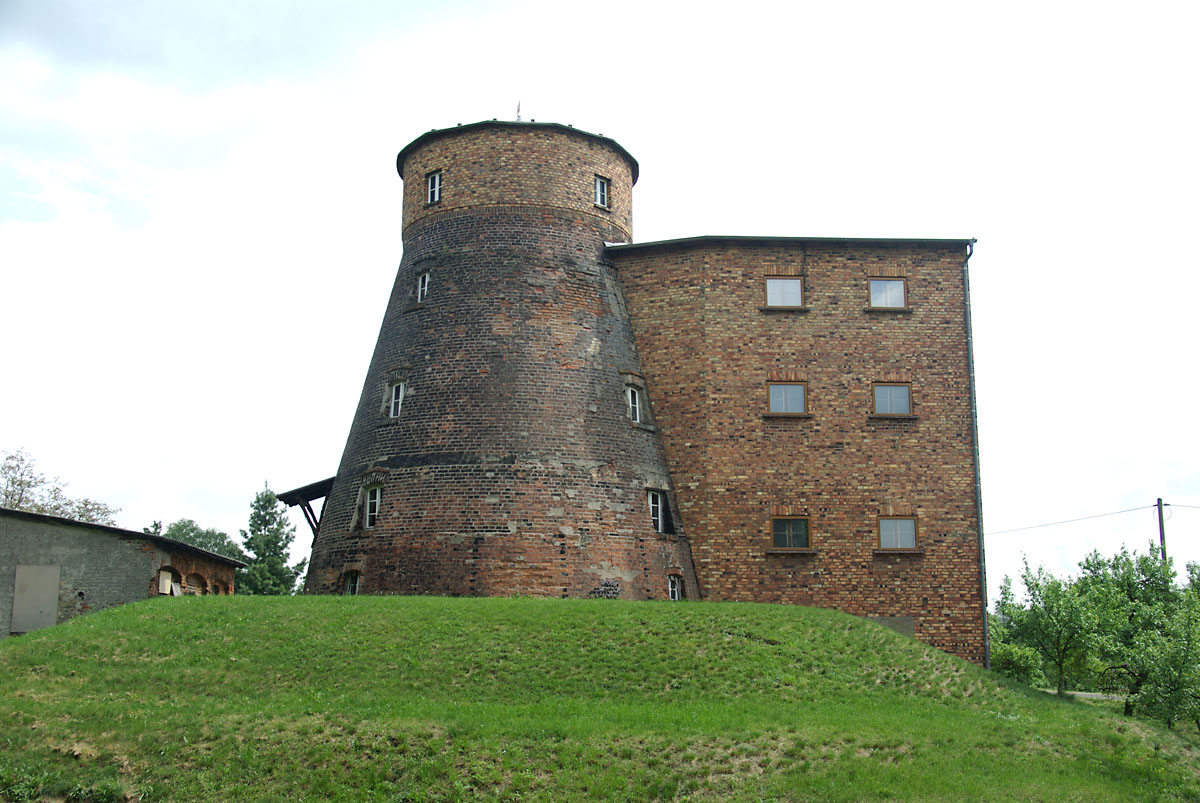
Holländerwindmühle Turnow

In der Liste der Baudenkmale in Turnow-Preilack und in der Liste der Bodendenkmale in Turnow-Preilack stehen die in der Denkmalliste des Landes Brandenburg eingetragenen Denkmale.

## Verkehr
Die Gemeinde liegt an der Bundesstraße 168 zwischen Lieberose und Peitz sowie an der Landesstraße 50 zwischen Peitz und Guben.
Der nächstgelegene Bahnhof ist Peitz Ost an der Bahnstrecke Guben–Cottbus. Er wird von der  Regionalbahnlinie RB 11 (Frankfurt (Oder)–Cottbus) bedient.

## Persönlichkeiten

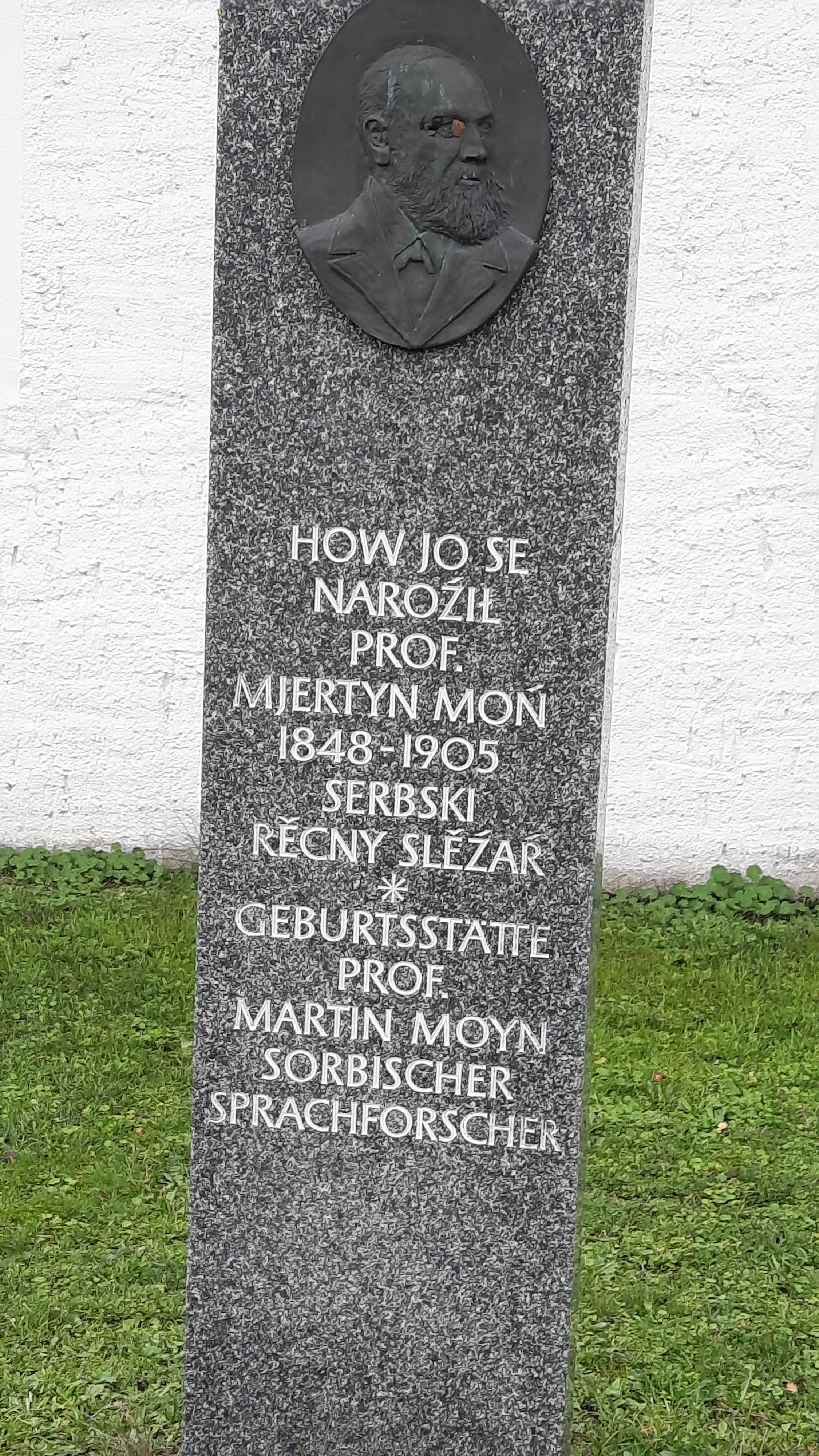
Gedenktafel für Prof. Mjertyn Moń/Martin Moyn vor seinem Geburtshaus in Turnow

- Měto Bukwaŕ (1789–1843), Pfarrer, Bewahrer der sorbischen Sprache; in Turnow geboren
- Maria Hartmann, geb. Loback (1798–1853), Herrnhuter Missionarin; in Turnow geboren[13]
- Mjertyn Moń (Martin Moyn; 1848–1905), Lehrer, sorbischer Volkskundler und Sprachwissenschaftler; in Turnow geboren